# Toni Dovale
Antonio Rodríguez Dovale (La Coruña, 4 de abril de 1990), más conocido como Toni Dovale o simplemente Toni, es un exfutbolista y director deportivo español. Juega de mediapunta Como jugador se formó en las categorías inferiores del F.C. Barcelona y debuta como profesional en el R.C. Celta de Vigo, donde jugaría durante 5 temporadas. Actualmente es director deportivo del Futebol Clube de Vizela de la Segunda División de Portugal.

## Trayectoria

### Como jugador
En el 2002 viste la camiseta blanquiazul del R.C. Deportivo La Coruña en un prestigioso torneo de fútbol 7 en Brunete, donde llama la atención de los clubes más importantes del país. Finalmente el F.C. Barcelona le gana la partida al Real Madrid por hacerse con sus servicios y el joven jugador juega durante 4 años en la cantera del F.C. Barcelona, viviendo en La Masía con jugadores como Bojan Krkic, Thiago Alcántara o Iago Falque y haciéndose conocido como Toni "Maravillas" por su capacidad técnica.
Tras su paso por el club catalán recaló en las filas del R.C. Celta de Vigo con 16 años para formar parte de la plantilla sub-19. Destaca desde el principio y su constante trabajo hizo que poco a poco ganase enteros en el club. Fue subiendo poco a poco escalones hasta que Eusebio Sacristán le hace debutar en el equipo profesional con 18 años. En su primera temporada como profesional alterna el primer equipo y el Celta B sumando 32 partidos y 8 goles. En la temporada 2010-2011 fue cedido a la S. D. Huesca donde tuvo una gran actuación durante toda la temporada, contribuyendo decisivamente a la mejor temporada en la historia del club en Segunda División. En la temporada 2011-2012 vuelve al Celta de Vigo y se convierte en uno de los jugadores determinantes para conseguir el ascenso a Primera División, tras una segunda vuelta del campeonato memorable y que le da el sobrenombre de TalenToni, por el que la afición recuerda su estancia en Vigo. Juega 2 temporadas con el R.C. Celta de Vigo en Primera División, entrenado por Paco Herrera y Luis Enrique. En marzo de 2014 rescinde su contrato con el Celta de Vigo y ficha por el Sporting Kansas City de la MLS, donde juega 29 partidos en todas las competiciones como interior derecho firmando 5 goles y siendo premiado como "Jugador Revelación 2014" por sus propios aficionados. Al acabar la liga en EE. UU., Toni fichó por el CD Lugo el 29 de enero de 2015., 
El 10 de julio de 2015 se anunció su fichaje por el  Leganés por una temporada. El talentoso mediapunta, conocido como “TalenToni” por los aficionados gallegos, ascendió a Primera División de nuevo con el conjunto pepinero, lo que supuso un hito histórico para el club madrileño.
En febrero de 2017, el volante ofensivo se desvinculó club del CD Leganés para comprometerse hasta final de curso con el Rayo Vallecano.
En junio de 2017 firma con el Bengaluru Football Club de la Superliga India, accediendo a jugar competición internacional en Asia y convirtiéndose en el primer jugador extranjero en anotar un triplete en su club.
Desde 2017 jugaría en equipos como Bengaluru (India), Nea Salamis (Chipre), East Bengal (India) y Navy FC (Tailandia).
En enero de 2021, firma por el Club Deportivo El Ejido 2012 de la Segunda División B de España, tras tres temporadas jugando en Asia.
Al término de la temporada 2022-23, se retira como jugador tras formar parte de la plantilla del Coruxo FC en Segunda Federación.

### Como director deportivo
El 23 de octubre de 2023, firma como director deportivo del Futebol Clube de Vizela de la Primera División de Portugal.

## Clubes

### Como jugador
| Temporada              | Club                                    | División                                      | Partidos | Goles |
| ---------------------- | --------------------------------------- | --------------------------------------------- | -------- | ----- |
| 2007-2008              | Celta de Vigo B · España                | Segunda B                                     | 5        | 0     |
| 2008-2009              | Celta de Vigo B · España                | Segunda B                                     | 1        | 0     |
| 2009-2010              | Celta de Vigo B · España                | Segunda B                                     | 20       | 6     |
| 2009-2010              | Celta de Vigo · España                  | Segunda                                       | 16       | 2     |
| 2010-2011              | Celta de Vigo · España                  | Segunda                                       | 1        | 0     |
| 2010-2011              | Huesca (cedido) · España                | Segunda                                       | 16       | 1     |
| 2011-2012              | Celta de Vigo · España                  | Segunda                                       | 34       | 3     |
| 2012-2013              | Celta de Vigo · España                  | Primera                                       | 16       | 0     |
| 2013-2014              | Celta de Vigo · España                  | Primera                                       | 13       | 0     |
| 2014                   | Sporting Kansas City Estados Unidos     | Major League Soccer/Concacaf Champions League | 29       | 5     |
| 2015                   | Club Deportivo Lugo · España            | Segunda                                       | 20       | 3     |
| 2015-2016              | Club Deportivo Leganés · España         | Segunda                                       | 18       | 1     |
| 2016-2017 (1.ª vuelta) | Club Deportivo Leganés · España         | Primera                                       | 1        | 0     |
| 2016-2017 (2.ª vuelta) | Rayo Vallecano · España                 | Segunda                                       | 2        | 0     |
| 2017-2018              | Bengaluru FC India                      | Indian Super League                           | 21       | 3     |
| 2018-2020              | Nea Salamina Famagusta de Fútbol Chipre | Primera División de Chipre                    | 0        | 0     |
| 2018-2019              | East Bengal India(cedido)               | Indian Super League                           | 11       | 0     |
| 2019-2020              | Navy Football Club Tailandia(cedido)    | Liga 2 de Tailandia                           | 15       | 2     |
| 2020-2021 (2.ª vuelta) | Club Deportivo El Ejido 2012 · España   | Segunda División B de España                  | 18       | 0     |
| 2021-2022              | Eastern SC Hong Kong                    | Hong Kong Premier League                      | 11       | 2     |
| 2022-2023              | Coruxo FC · España                      | Segunda RFEF                                  | 3        | 1     |

### Como director deportivo
| Equipo    | País     | Año       |
| --------- | -------- | --------- |
| FC Vizela | Portugal | 2023-2024 |